# 越前谷博
越前谷 博（えちぜんや　ひろし）は、日本の工学者。学位は、博士（工学）（北海道大学）。専門は自然言語処理。北海学園大学教授。

## 人物
1991年北海学園大学工学部電子情報工学科卒業。民間企業を経て、1996年北海学園大学大学院工学研究科修士課程修了。1998年北海道大学大学院工学研究科博士後期課程退学。北海学園大学工学部電子情報工学科助手や、北海道情報専門学校専任講師、北海学園大学工学部電子情報工学科助教を経て、2011年4月北海学園大学工学部電子情報工学科准教授に就任。2011年南カリフォルニア大学情報科学研究所客員研究員（～2012年）。2012年4月北海学園大学工学部生命工学科准教授。2013年北海学園大学工学部生命工学科教授。北海学園大学大学院工学研究科教授。
2006年　博士（工学）。論文の題は「コーパスからの翻訳知識の自動獲得手法に関する研究」。

## 受賞歴
- 1994年　情報処理学会北海道支部奨励賞受賞

## エピソード
北海学園大学では荒木健治ゼミに所属し、北海道大学大学院では栃内香次に師事した。博士論文の指導は荒木健治に師事した。